# 이익관
이익관(李翼觀, ? - 1728년 3월 28일)은 조선 후기의 인물로 이인좌의 난에 가담한 것으로 지목된 인물이다. 그는 동생인 이순관이 이인좌의 난에 가담한 것으로 진술하였지만, 자신이 이인좌군에 가담하지는 않았다 했다. 그러나 그가 괘서의 글을 썼다 한다. 당색으로는 남인 계열이었다. 송곡 이서우(李瑞雨)의 서자이며 이순관(李順觀)의 친형이었다.
이인좌의 난에 가담한 민관효의 처남이다.

## 생애
증조부는 이길남이고 할아버지는 이경항이며, 아버지는 현종, 숙종대의 남인 중진 문신 이서우이다. 그러나 그는 첩의 아들이었고, 친 형제로는 이순관, 민관효에게 출가한 누이 1명 등이 있었다.
1725년(영조 1) 1월 그는 이인좌의 난에 관련되어 투옥, 국문을 받았다. 이때 그는 '이유익이 처음 이 흉언을 하였는데, 이유익은 박필현(朴弼顯)에게 들었습니다. 이천해가 처음 생민동(生民洞)에 살다가 후에 수각교(水閣橋)로 이사하였는데, 신이 서울을 왕래하면서 이천해를 주인으로 삼았고, 신이 속두(粟斗) 주기를 요구하면 이천해가 왔기 때문에 신의 형제(兄弟)가 밤에 이천해와 함께 이런 말을 하였습니다. 이천해는 평소 당돌하였기 때문에 신이 과연 지시하여 시켰으며, 언근(言根)은 또 이일좌(李日佐)에게서 나왔는데, 이일좌는 이홍택(李弘澤)의 아들이며 이인좌(李麟佐)의 일가로 과천(果川)에 살면서 적당(賊黨)에 들어갔다고 합니다.'라고 하였다. 영조에 의하면 이유익(李有翼)·박필현(朴弼顯)이 심유현을 꾀어 흉언을 만들어 내게 하고, 또 이익관(李翼觀) 형제, 민관효(閔觀孝)·한세홍·이일좌 등과 함께 원근에 전파한 것이다. 이익관이 또 이천해에게 변을 일으키도록 사주했다 한다.
1728년 3월 17일 그는 이순관이 이인좌의 난에 가담한 것을 이복 형 이홍관에게 고하면서, 장차 집안을 모두 멸망시킬 것이라 하였다. 이에 이홍관은 관가(官家)에 고발하려고 한 지가 여러 번이었으나 검극(劍戟)이 길에 가득차서 두려웠기 때문에 감히 즉시 고발하지 못하였다. 신광원(愼光遠)이 복법(伏法)된 뒤에 이순관이 그 어미와 함께 가고자 하였으니, 이것도 또한 이익관이 울면서 신에게 고한 것이라 하였다.
1728년 3월 27일의 공초에서 그는 "이유익(李有翼)을 모르고 신의 아우가 이유익을 아는데, 신의 아우가 말하기를, ‘내가 스스로 짓고, 스스로 쓰고, 스스로 서소문(西小門) 밖에다 걸고는 민관효에게 보였더니, 민관효가 이유익에게 말한 것이다.’ 하였습니다. 신이 일찍이 이순관을 붙잡아 바치려 했으나 형제 사이여서 차마 하지 못하였습니다. 일찍이 책망하였더니 그가 답하기를, ‘영웅(英雄)들이 창기(倡起)하여 축록(逐鹿, 사슴을 쫓는다) 하려는 마음이 이러하니, 공(功)이 있을 것이다.’라고 하였습니다. 그는 바로 신광원(愼光遠)의 매부(妹夫)이기 때문에 이처럼 흉악한 일을 한 것입니다. 신은 비록 형제 사이지만 실상 알지 못합니다."
3월 28일의 공초에서 그는 "괘서(掛書)할 때 민관효(閔關孝)의 집에 모여 신이 짓고 신의 아우가 썼는데, 이유익(李有翼)이 그 자리에 있었습니다. 이유익이 처음으로 이런 흉언(凶言)을 하였는데, 그도 박필현(朴弼顯)에게 들었다 하였습니다. 이천해(李天海)는 군사(軍士)인데, 신이 압니다. 이천해가 처음에 생민동(生民洞)에 살다가 수각교(水閣橋)로 이사하여 신이 서울로 왕래할 때 이천해를 주인으로 삼았는데, 좁쌀 말을 얻기 위해 마침 신의 집으로 나왔기 때문에 신의 형제가 밤에 이천해와 함께 이런 말을 하였습니다. 이천해는 평소 당돌하였으므로 신이 과연 그 언근(言根)을 또 이일좌(李日佐)에에서 나왔다고 말하라고 하였으니, 이일좌는 이홍택(李弘澤)의 아들로 과천(果川)에 살며, 이인좌의 일족(一族)으로 적당에 들었다고 하니 모역한 것이 사실입니다."라고 하였다.
3월 28일의 다른 공초에서 이일좌(李日佐)는 자신이 나라를 원망하는 말을 그에게 했다고도 진출하였다. 이익관은 자신은 이인좌의 난에 가담하지 않고, 형제 이순관이 괘서한 것만 알고 있었다 했다. 그러나 그날 그는 참형당하고 그의 가산은 노적(孥籍)되었다.

### 사후
그의 아들 이금강(李今剛)은 만 17세로 나이가 찼다는 이유로 1728년 3월 29일 처형당했다.
그해 6월 1일 이유익(李有翼)의 공초(供招)에는 그가 괘서의 글을 지었다고 하였다. 이유익은 공초에서 '경중(京中)에서 괘서(掛書)한 적(賊)은 곧 이서우(李瑞雨)의 첩자(妾子)이고 민관효(閔觀孝)의 처남인데 이는 바로 이순관(李順觀)·이익관(李翼觀)이다.', 이어 '역적 이익관의 공초에 '당초 흉악한 말을 한 자는 이유익·박필현(朴弼顯)이며, 민관효가 이익관에게 괘서하는 일을 시키며 말하기를, 「그대들이 이 일을 하면 좋은 벼슬을 얻을 것이다.」 하였으며, 이익관이 글을 짓고 이순관이 썼으며, 2월 22일 날이 밝기 전에 성안에 들어가 서소문(西小門)에 그 글을 걸었으며, 이순관이 그 글을 민관효에게 보이고 민관효가 이유익에게 말하였는데, 이순관은 곧 역적 신광원(愼光遠)의 매부입니다.'하였다.

## 가계
- 아버지 : 이서우(李瑞雨, 1633년 - 1709년)
- 어머니 : 이름 미상, 이서우의 첩
  - 동생 : 이순관(李順觀)
  - 형제 : 이관상(李觀上)
  - 형제 : 이현관(李顯觀)
  - 매부 : 민관효
  - 매부 : 황팽로(黃彭老)

- 부인 :
  - 아들 : 이금강(李今剛, 1712년 ~ 1728년 3월 29일)
  - 아들 : 이철강(李鐵剛, ? ~ 1745년 11월 28일, 이순관의 양자가 되었다.)
  - 아들 : 이계강(李戒剛)

## 같이 보기
- 이인좌의 난
- 이순관
- 민관효
- 이서우

## 웹 사이트
- http://sillok.history.go.kr/